# البرقة (حائل)
البرقة قرية سعودية، تقع جنوب غرب منطقة حائل، يسكنها الخيارات من بنى رشيد.